# حسن البلقیه
حاجی حسن ابولکیاه (انگلیسی: Hassanal Bolkiah Haji ؛ زاده ۱۵ ژوئیهٔ ۱۹۴۶) با نام کامل سلطان حسن ابولکیاه معزالدین والدوله، سلطان و یانگ دی پرتوآن بیست و نهم و کنونی برونئی است. او اولین نخست‌وزیر برونئی است که این سمت را هم‌اکنون بر عهده دارد. مجله فوربز در سال ۲۰۰۸ ثروت او را بالغ بر ۲۰ میلیارد دلار تخمین زد.